# Матальяна-де-Торіо
Матальяна-де-Торіо (ісп. Matallana de Torío) — муніципалітет в Іспанії, у складі автономної спільноти Кастилія-і-Леон, у провінції Леон. Населення — 1435 осіб (2010).
Муніципалітет розташований на відстані близько 310 км на північний захід від Мадрида, 27 км на північ від Леона.
На території муніципалітету розташовані такі населені пункти: (дані про населення за 2010 рік)
- Матальяна-де-Торіо: 105 осіб
- Наредо-де-Фенар: 115 осіб
- Орсонага: 100 осіб
- Пардаве: 150 осіб
- Робледо-де-Фенар: 49 осіб
- Серрілья: 49 осіб
- Ла-Валькуева: 73 особи
- Вільяльфейде: 85 осіб
- Барріо-де-ла-Естасьйон: 403 особи
- Роблес-де-ла-Валькуева: 306 осіб

## Демографія
Динаміка населення (INE ):